# Deutscher Beach Soccer Verband
Der Deutsche Beach Soccer Verband e.V. (DBSV) ist der deutsche Verband für die Sportart Beachsoccer.
Der Verband wurde unter dem Vorsitz des Nationalspielers Jörg Lieske im Jahr 2001 gegründet. Nach einem furiosen Beginn mit vielen bekannten Spielern wie Uwe Bein und Karl-Heinz Rummenigge, geriet der Beach Soccer Sport wieder etwas in den Hintergrund. Es ist dennoch gelungen die jährlichen Finals um die deutsche Meisterschaft auszuspielen, die seit 2002 als Höhepunkt und Abschluss der Masters Serie dienen. Der DBSV hat kontinuierlich und unermüdlich an den Strukturen gearbeitet und Beach Soccer boomt in Deutschland immer mehr. Viele neue Veranstalter und Teams wurden vom Sport begeistert.
An der Spitze des Vorstandes stehen: Präsident – Sports – Sascha Schmidt und Präsident – Finance – Adrian Harasimiuc.
Das stetige Wachstum an Mannschaften ist deutlich sichtbar. So nahmen 2008 an insgesamt 13 Masters-Turnieren über 500 Teams teil, und an den deutschen Meisterschaften in Wadgassen 29 Herrenteams und zum ersten Mal 8 Damenteams. Im Jahr 2010 stieg die Zahl der Masters Turniere auf 20 deutschlandweit und es ist ein weiterer Aufwärtstrend zu erkennen.
Der DBSV verfolgt folgende Ziele:
- Förderung und Etablierung des Beachsoccer-Sports in ganz Deutschland
- Förderung der Jugendarbeit
- Installation von Beachsoccer-Feldern, -Ligen, -Events und -Turnieren
- Gewinnung von Partnern, Sponsoren und Spendern

Seit 2013 ist im deutschen Beachsoccer eine Konkurrenzsituation entstanden: Der Deutsche Fußball-Bund spielt seitdem eine eigene Meisterschaft aus und bildet eine Nationalmannschaft, die an Turnieren der FIFA teilnehmen kann. Der DBSV war an einer Kooperation interessiert, der DFB forderte jedoch, dass der Verband sich ihm unterordnen sollte. Dadurch kann der DBSV mit seiner Länderauswahl nicht an leistungsstarken FIFA-Turnieren teilnehmen, und es finden zwei verschiedene Meisterschaften statt.

## Meister seit 2002
- 2002 1. BeachSoccerClub Turbine Köln 02 e.V.
- 2003 1. BeachSoccerClub Turbine Köln 02 e.V.
- 2004 Dreamcatcher Braunschweig
- 2005 Uniao Brasil München
- 2006 Uniao Brasil München
- 2007 Uniao Brasil München
- 2008 Uniao Brasil München
- 2009 Lords of the ball Ibbenbüren
- 2010 BSC Rio de Cologne
- 2011 Das Wunder von Bernd
- 2012 1. BSC Extase Hartfuss Saar e.V.
- 2013 Ghana Traunwalchen
- 2014 Sandy´s Balls Traunreut
- 2015 1. BSC Extase Hartfuss Saar e.V.
- 2016 Sandmänner

erstmals wurde 2013 die Champions Trophy mit den 6 besten Teams des DBSV ausgetragen:
- BSC Rio de Cologne e.V.
- The Danger Ibbenbüren e.V.
- Wuppertaler SV e.V.
- Dreamteam Hilden e.V.
- 1. BSC Extase Hartfuss Saar e.V.
- MSC Concordia Bohnental e.V.